# Karlstad, Minnesota
Karlstad là một thành phố thuộc quận Kittson, tiểu bang Minnesota, Hoa Kỳ. Năm 2010, dân số của thành phố này là 760 người.

## Dân số
- Dân số năm 2000: 794 người.
- Dân số năm 2010: 760 người.